# Ebria tripartita
Ebria tripartita ist im Meeresplankton vorkommender heterotropher Flagellat und eine von nur zwei Arten der Ebriacea. Der Gattungsname leitet sich vom lateinischen Wort ebrius ab, bedeutet betrunken und bezieht sich auf die Schwimmbewegungen.

## Merkmale
Die Gruppenmerkmale der Ebriacea gelten auch für Ebria tripartita. Die Geißeln sind im Lichtmikroskop meist schlecht zu erkennen. Die Zellen sind 25 bis 40 Mikrometer lang. Das innere Silikatskelett hat drei Äste, daher auch das Art-Epitheton tripartita. Manchmal besitzt eine Zelle mehrere Zellkerne. Sexuelle Vermehrung ist nicht bekannt.

## Vorkommen und Ernährung
Ebria tripartita kommt im küstennahen Plankton kalter bis temperater Meere vor. Sie ernährt sich von Phytoplankton, vorwiegend von Diatomeen wie Skeletonema und Thalassiosira, aber auch von Dinoflagellata.

## Belege
- Mona Hoppenrath, Brian S. Leander: Ebriid Phylogeny and the Expansion of the Cercozoa. Protist, Band 157, 2006, S. 279–290, doi:10.1016/j.protis.2006.03.002
- Eintrag auf micro*scope